# Evaristo Madeddu
Evaristo Madeddu (Villaputzu, 25 novembre 1890 – Cagliari, 6 aprile 1966) è stato un religioso italiano, fondatore della Compagnia Evaristiani del Sacro Cuore.

## Biografia

### La gioventù
Figlio del fabbro Vincenzo e di Angelina Corona, nacque a Villaputzu, il principale centro agricolo del Sarrabus, in provincia di Cagliari sulla costa orientale sarda. Morta prematuramente la sorella Giulietta, dovette occuparsi ancora bambino della madre immobilizzata in un letto per dieci anni da una paralisi. Per accudirla fu costretto a lasciare la scuola, rinunciando anche all'aspirazione a entrare nel seminario di Lanusei.
La perdita della madre e il fallimento dei tentativi di adeguarsi alle aspettative del padre e dei fratelli lo precipitarono in un profondo smarrimento da cui riemerse lentamente grazie soprattutto alla fede religiosa. Riprese a studiare e a leggere i libri che il parroco e gli amici gli prestavano e tornò a coltivare il desiderio di dedicarsi interamente alla vita consacrata. A ventun anni lasciò quindi il suo paese e si trasferì a Cagliari proprio con l'intento di realizzare quell'ideale. Incontrò tuttavia solo rifiuti alle sue richieste di essere ammesso in seminario e negli altri conventi a cui si rivolse, a causa dell'età adulta e dell'inadeguata preparazione culturale. Per sopravvivere fece prima il garzone di calzolaio e poi quello di sartoria. Trovò un po' di conforto interiore solo quando venne ammesso ad assistere i pazienti dell'Istituto Ciechi e, più tardi, i sacerdoti anziani della Casa del Clero.

### L'incontro con Beniamina Piredda
Ottenuta un'occupazione stabile nella trattoria Cudrano, qui strinse amicizia con una cliente abituale, Beniamina Piredda, con cui ebbe modo di condividere fede, idee, sentimenti, progetti e aspirazioni. In breve l'amicizia e la stima reciproca divennero affetto ricambiato e, nonostante la differenza d'età (vent'anni) e le prevedibili maldicenze, sicuri dei propri sentimenti maturati in quegli anni di frequentazione, i due si unirono in matrimonio, prima civile (28 agosto 1911) e poi anche religioso (19 novembre 1917), con promessa di castità. Insieme decisero di costituire una comunità religiosa di carità che potesse occupare gli spazi lasciati scoperti dalle grandi e storiche congregazioni religiose, ma il progetto non si concretizzò per diversi anni, complice anche la prima guerra mondiale.
Nel 1916 comunque diedero vita a un primo tentativo di servizio caritativo trasformando un'abitazione in pensionato, in cui accolsero un gruppo di studenti e lavoratori. Alla fine dell'anno successivo però, benché alla visita di leva fosse già stato dichiarato non idoneo, Evaristo venne chiamato a prestare servizio militare al fronte e impiegato come infermiere nel reparto Sanità. Rientrato a Cagliari al termine della guerra, tradusse quell'esperienza dando al pensionato le caratteristiche di una piccola casa di cura con la collaborazione di vari amici medici. La sua costante disponibilità e lo spirito di servizio da cui era animato lo resero particolarmente popolare e ammirato. In parte, anche questa indesiderata pubblicità pesò sulla decisione dei coniugi Madeddu di trasferirsi fuori Cagliari, nella vecchia casa dei Piredda a Mandas, per realizzare finalmente quel progetto di comunità religiosa a lungo vagheggiato e meditato.

### La Comunità Evaristiana
Nel 1925, con alcuni giovani di diversa estrazione sociale, i due fondarono a Mandas la prima vera comunità dei "Confratelli del Sacro Cuore" che, vestito un abito monacale, trascorrevano le giornate nella preghiera, nel lavoro e nel silenzio, riprendendo le antiche tradizioni monastiche benedettine. I confratelli collaborarono con i muratori alla ristrutturazione della casa comunitaria, si cucirono gli abiti, risuolarono le scarpe, fabbricarono mobili, avvicendandosi in cucina, nell'allevamento degli animali, nella coltivazione del piccolo podere e occupandosi dell'educazione, istruzione, assistenza e addestramento professionale dei ragazzi più poveri che presero a frequentare la comunità in gran numero.
Sul finire del 1926 al gruppo maschile si aggiunse un ramo femminile, governato dalla Piredda. Le necessità finanziarie spinsero i confratelli a effettuare anche prestazioni di lavoro salariato per sostenere economicamente la comunità. Venne pure aperto uno studentato con corsi preparatori all'esame d'ammissione alle scuole secondarie. Il sincero spirito di servizio, spontaneamente e concretamente dimostrato nelle occupazioni quotidiane della nuova e originale "società laicale", la rese particolarmente accetta fra la popolazione, ne diffuse la popolarità e attirò nuovi adepti, tanto che nel giro di pochi anni si rese necessario aprire in rapida successione tre nuove sedi: a Cagliari nel 1930, a Siurgus Donigala nel 1931 e a Guamaggiore nel 1932.
Tuttavia le presenze femminili nella stessa casa dei "frati" suscitarono lo sconcerto e le peggiori insinuazioni da parte dei "benpensanti". Per evitare ogni maldicenza Madeddu provvide a separare donne e uomini pur mantenendo la collaborazione fra i due gruppi, ma ciò non bastò. Nel 1932 il podestà di Mandas ordinò la chiusura dello studentato, mentre nel 1934 le gerarchie ecclesiastiche decretarono il ritiro di ogni assistenza religiosa alla comunità con il divieto di indossare l'abito conventuale e l'arcivescovo di Cagliari Ernesto Piovella minacciò di scomunica lo stesso Evaristo. Questi, pur vedendo crollare i propri sogni, accettò le imposizioni delle autorità e si trovò ad affrontare il momento forse più critico di tutta la sua avventura spirituale. 
Probabilmente, nella realtà dell'epoca, la novità di un gruppo di laici riuniti spontaneamente dalla religione ma al di fuori delle garanzie ecclesiastiche, con la problematica commistione tra confratelli e consorelle e la profana disponibilità al lavoro manuale apparve sconvolgente se non addirittura eretica. Nella vicenda ebbe parte rilevante il canonico Salvatore Dessì, parroco di Mandas, che secondo il Madeddu «non tralasciò mai occasione per gettare il discredito sull'Opera, sia col mandare frequenti lettere di accuse all'Ordinario diocesano di Cagliari e al suo Vicario, sia col seminare la diffidenza tra la popolazione del paese. Giunse persino a proibire ai praticanti di venire in casa mia anche per ragioni di lavoro, minacciando di togliere loro la Comunione».
Così nel 1934, avendo ricevuto in dono dai coniugi Manunta-Denti un podere a Donigala Fenughedu, frazione di Oristano, padre Evaristo e i suoi confratelli decisero di trasferire lì la loro casa madre, tenuto conto della maggior disponibilità dimostrata nei loro confronti dall'arcivescovo di Oristano Giorgio del Rio rispetto a quello cagliaritano e grazie al quale in effetti poterono conservare stabilmente nella propria cappella il Santissimo Sacramento. La Compagnia evaristiana fu molto attiva in quegli anni e Madeddu, dopo aver nominato il giovane confratello Serafino Piludu superiore di Donigala, poté spostarsi con maggior libertà per seguire la crescita costante della sua opera: la fondazione degli asili infantili a Baratili San Pietro, Bauladu e Serramanna, le aperture di un'altra sede a Ozieri su invito del vescovo Igino Serci, di una casa agricola nella campagna abbandonata di San Gavino Monreale (1935) e di un'altra ancora a Serramanna nel 1938, dove fu realizzata la "pazzesca" bonifica dell'intera palude di Santa Luxeria (60/70 ettari circa) donata dal proprietario terriero Salvatore Marcello.
Nel dopoguerra nacquero l'orfanotrofio di Villasimius e la colonia marina di Putzu Idu a San Vero Milis, poi ampliata e utilizzata come orfanotrofio con tanto di sezione statale della scuola elementare. Furono infatti la stessa prefettura e, più tardi, l'amministrazione provinciale ad affidare alle cure degli evaristiani un numero considerevole di orfani o figli di famiglie irregolari e di giovani sbandati e abbandonati. Nella casa madre di Donigala, oltre a quella elementare, nel 1959 fu aperta anche una sezione di scuola media, mentre i ragazzi più grandicelli praticavano forme di apprendistato delle attività agricole, edili e di falegnameria.
Nonostante i quasi quarant'anni di feconda attività, alla "compagnia" mancava ancora il riconoscimento ufficiale della Chiesa. A suo tempo, della pratica si era interessato l'arcivescovo Delrio, che l'aveva inoltrata alla Congregazione per i Religiosi; poi però il prelato era morto nel 1938 ed era seguita la tragica parentesi della guerra. Il sospirato sigillo formale giunse sotto il pontificato di Paolo VI: il 3 aprile 1965 l'arcivescovo di Oristano Sebastiano Fraghì poté firmare il relativo atto amministrativo e si recò personalmente nella comunità di padre Evaristo per consegnargli il decreto di riconoscimento canonico della "Compagnia Evaristiani del Sacro Cuore". Dopo la morte della moglie Beniamina e con la salute progressivamente minata dal diabete, per Madeddu fu nondimeno un giorno di gioia straordinaria che lo ripagò delle fatiche, sofferenze e ostacoli affrontati.

### La malattia e la morte
L'anno successivo, dopo un mese di malattia passato nella casa del dottor Giuseppe Boi a Cagliari, il 6 aprile 1966 spirò serenamente sapendo di aver compiuto la sua "opera". I funerali furono celebrati il giorno successivo a Donigala, dove venne sepolto accanto alla tomba di Beniamina Piredda. Dal 1986 le due salme riposano insieme nella cappella della casa madre di Donigala Fenughedu. Pochi giorni dopo, il 23 aprile, lo stato italiano riconobbe la personalità giuridica della Compagnia.

## Giudizio storico
L'arcivescovo emerito di Cagliari Giuseppe Mani, ricordando Evaristo Madeddu, ha descritto «il profilo spirituale di quest'uomo pieno di amore di Dio. Nonostante avesse la cultura della terza media, ha fondato due congregazioni religiose, ma soprattutto appare come un vero mistico. Ovviamente la cosa che mi ha incuriosito di più è stato il rapporto con i miei predecessori che, manco a dirlo, è stato burrascoso. Sempre la solita storia. La profezia e il sacerdozio sempre in lotta. Il carisma e la gerarchia hanno sempre creato conflitti. Monsignor Piovella era un sant'uomo e il canonico Dessì è ben ricordato a Mandas dove è stato parroco per cinquant'anni. Eppure, nonostante tutto, sono stati causa di grande sofferenza per questo sant'uomo, vero apostolo della carità nella nostra Isola. Anche il Madeddu si inserisce bene nella spiritualità della nostra gente. Grande semplicità, poca cultura, puro Vangelo, continua preghiera».
Più radicale il professor Raimondo Zucca (Università degli Studi di Sassari) nel sostenere che la gerarchia ecclesiastica del tempo «non solo non comprese il carattere innovativo introdotto da Madeddu nella Chiesa sarda, ma avversò alla radice la finalità benefica della sua Opera a favore degli ultimi».